# Cirolana willeyi
Cirolana (Anopsilana) willeyi là một loài chân đều trong họ Cirolanidae. Loài này được Stebbing miêu tả khoa học năm 1904.